# Villers-Campsart
Villers-Campsart är en kommun i departementet Somme i regionen Hauts-de-France i norra Frankrike. Kommunen ligger i kantonen Hornoy-le-Bourg som tillhör arrondissementet Amiens. År 2022 hade Villers-Campsart 138 invånare.

## Befolkningsutveckling
Antalet invånare i kommunen Villers-Campsart
| Referens: INSEE |